# 비봉초등학교 (전북)
비봉초등학교는 대한민국 전북특별자치도 완주군 비봉면 소농리에 있는 공립 초등학교이다.

## 학교 연혁
- 1929년 6월 15일 월봉학교 설립
- 1930년 6월 13일 비봉공립보통학교로 개칭
- 1938년 4월 1일 비봉공립심상소학교로 개칭
- 1941년 5월 13일 비봉공립국민학교로 개칭
- 1981년 3월 9일 병설유치원 개원
- 1990년 6월 13일 개교 60주년 기념 행사
- 1996년 3월 1일 비봉초등학교로 개칭
- 2012년 5월 4일 다목적 강당 나래관 개관
- 2018년 3월 1일 제28대 박남철 교장 부임
- 2020년 1월 10일 제87회 졸업식(총 졸업생 3,525명)

## 참고 자료
- 비봉초등학교 - 한국교육학술정보원 학교알리미